# Lilltjärnlandet
Lilltjärnlandet är en by drygt 20 kilometer norr om Kalix i Kalix kommun, Norrbotten och ligger intill sjön Storträsket. I byn finns en dryg handfull hus.